# Zitroneneukalyptus
Der Zitroneneukalyptus (Corymbia citriodora) ist eine Pflanzenart aus der Gattung Corymbia innerhalb der Familie der Myrtengewächse (Myrtaceae). Sie kommt an der Ostküste Australiens, vom nördlichen Queensland bis zum nordöstlichen New South Wales sowie vereinzelt auch in Victoria und South Australia vor. und wird dort „Lemon-scented Gum“ oder „Spotted Gum“ genannt.

## Beschreibung

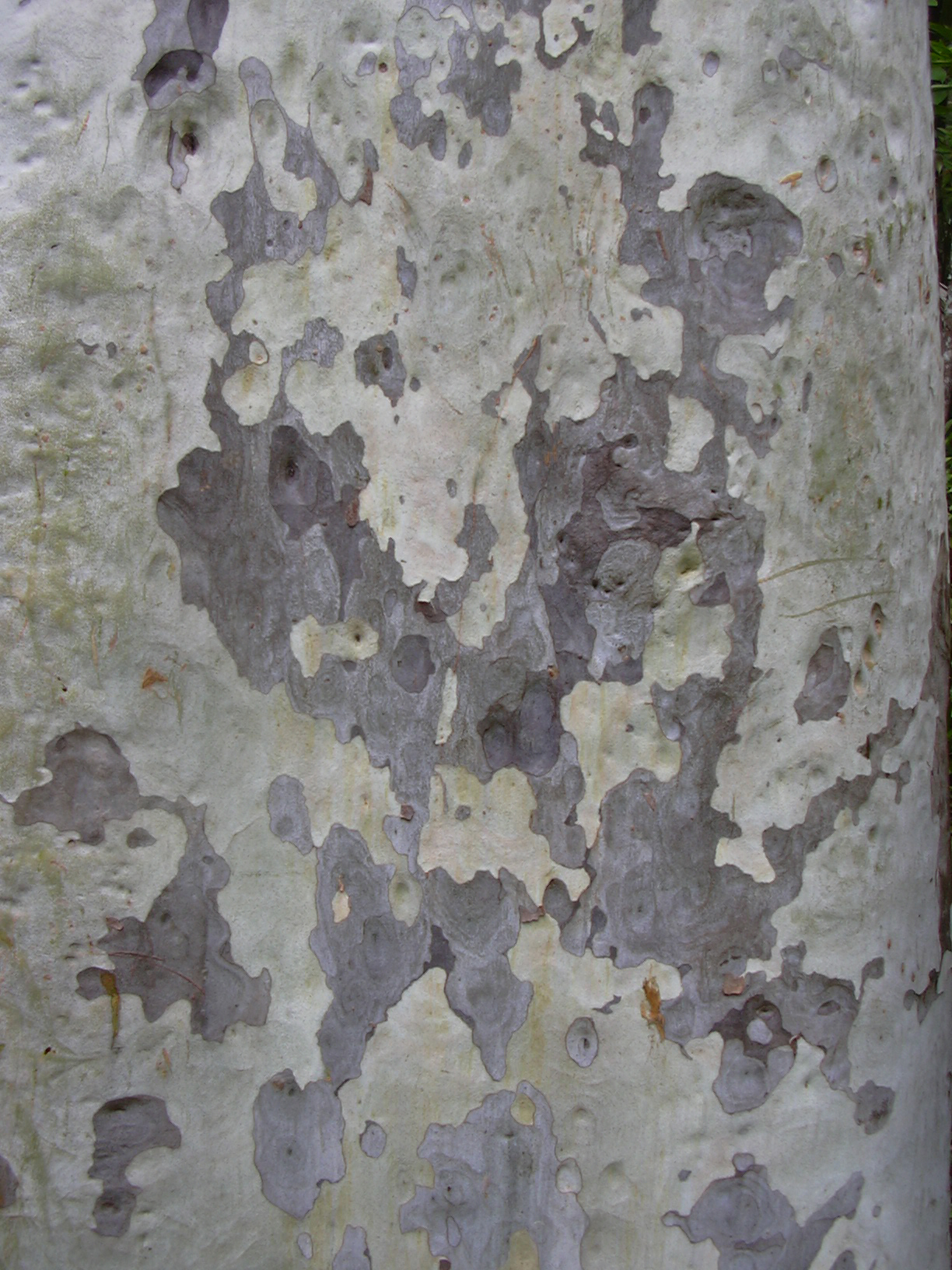
Borke

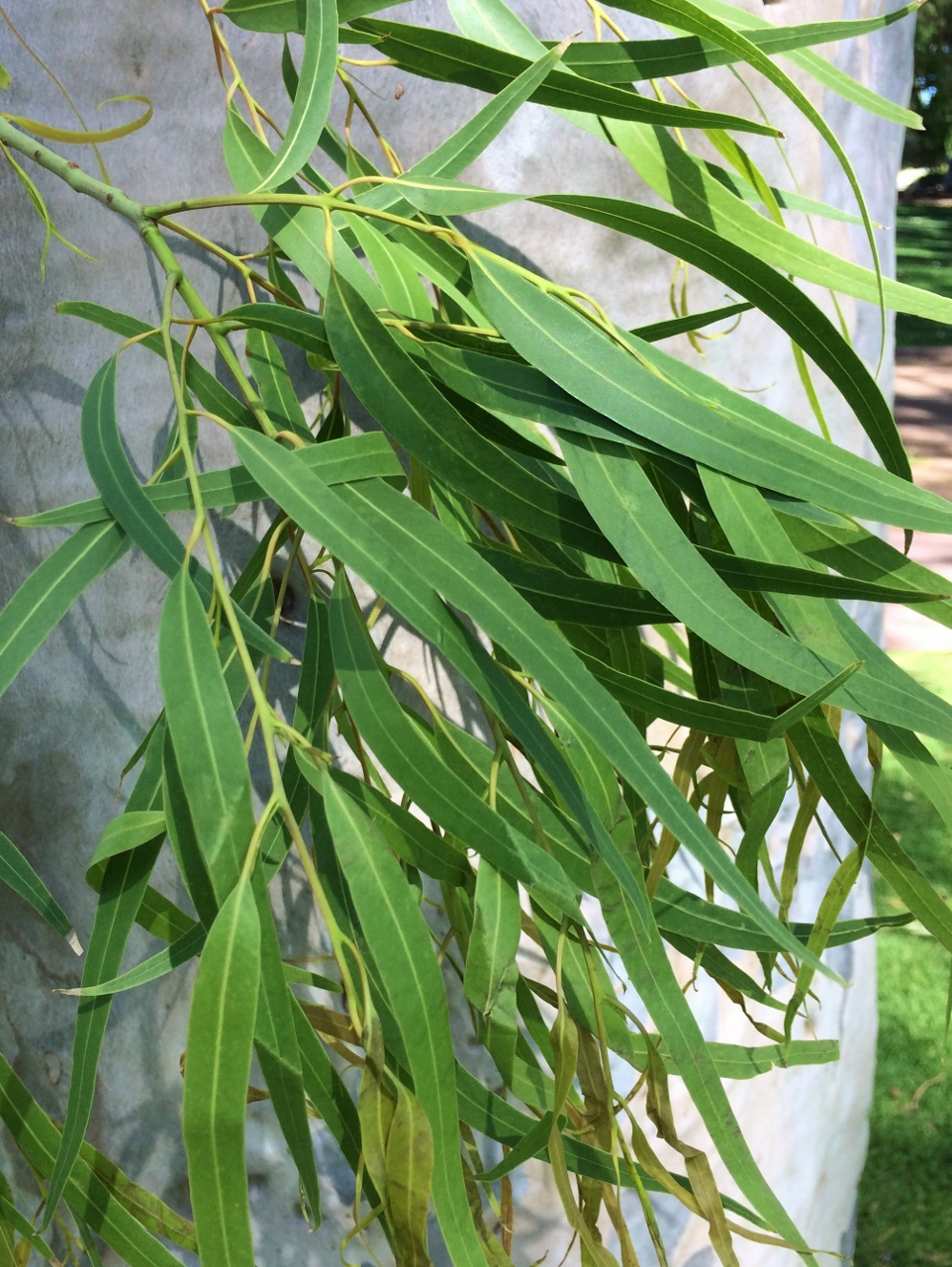
Laubblätter von jungem Exemplar

### Erscheinungsbild und Blatt
Der Zitroneneukalyptus wächst als Baum, der Wuchshöhen von bis zu 30 oder 50 Metern erreicht. Er bildet einen Lignotuber aus. Die Borke ist am gesamten Baum glatt, pulvrig weiß, grau, rosafarben, cremeweiß oder kupferfarben und schält sich in mehreckigen Flicken. Im Mark und in der Borke sind Öldrüsen vorhanden. Der Stammdurchmesser erreicht über 1,5 Meter.
Bei Corymbia citriodora liegt Heterophyllie vor. Die Laubblätter sind immer in Blattstiel und -spreite gegliedert. Die Blattspreite an jungen Exemplaren ist bei einer Länge von 14 bis 21 Zentimetern und einer Breite von 4,5 bis 8 Zentimetern lanzettlich bis eiförmig und besitzt einfache Haare und steife Drüsenhaare. Die Blattspreite an mittelalten Pflanzen ist lanzettlich bis elliptisch, gerade, ganzrandig und matt grün. Der Blattstiel an erwachsenen Exemplaren ist 1 bis 2,5 Zentimeter lang und schmal abgeflacht oder kanalförmig. Die auf Blattober- und -unterseite gleichfarbig matt grüne Blattspreite an erwachsenen Exemplaren ist relativ dünn, bei einer Länge von 7 bis 23 Zentimetern und einer Breite von 0,6 bis 3,5 Zentimetern schmal-lanzettlich bis lanzettlich, gerade oder sichelförmig, mit sich verjüngender Spreitenbasis und zugespitztem oberen Ende. Die kaum erkennbaren Seitennerven gehen in geringen Abständen in einem spitzen oder stumpfen Winkel vom Mittelnerv ab. Auf jeder Blatthälfte gibt es einen ausgeprägten, durchgängigen, sogenannten Intramarginalnerv, der in geringem Abstand am Blattrand entlang verläuft. Die Keimblätter (Kotyledonen) sind fast kreisförmig.

### Blütenstand und Blüte
Die Blütezeit reicht von April bis August und von Oktober bis Januar. Endständig auf einem 3 bis 10 Millimeter langen im Querschnitt stielrunden Blütenstandsschaft steht ein zusammengesetzter Blütenstand, der aus doldigen Teilblütenständen mit jeweils etwa drei Blüten besteht. Der Blütenstiel ist 1 bis 6 Millimeter lang im Querschnitt stielrund.

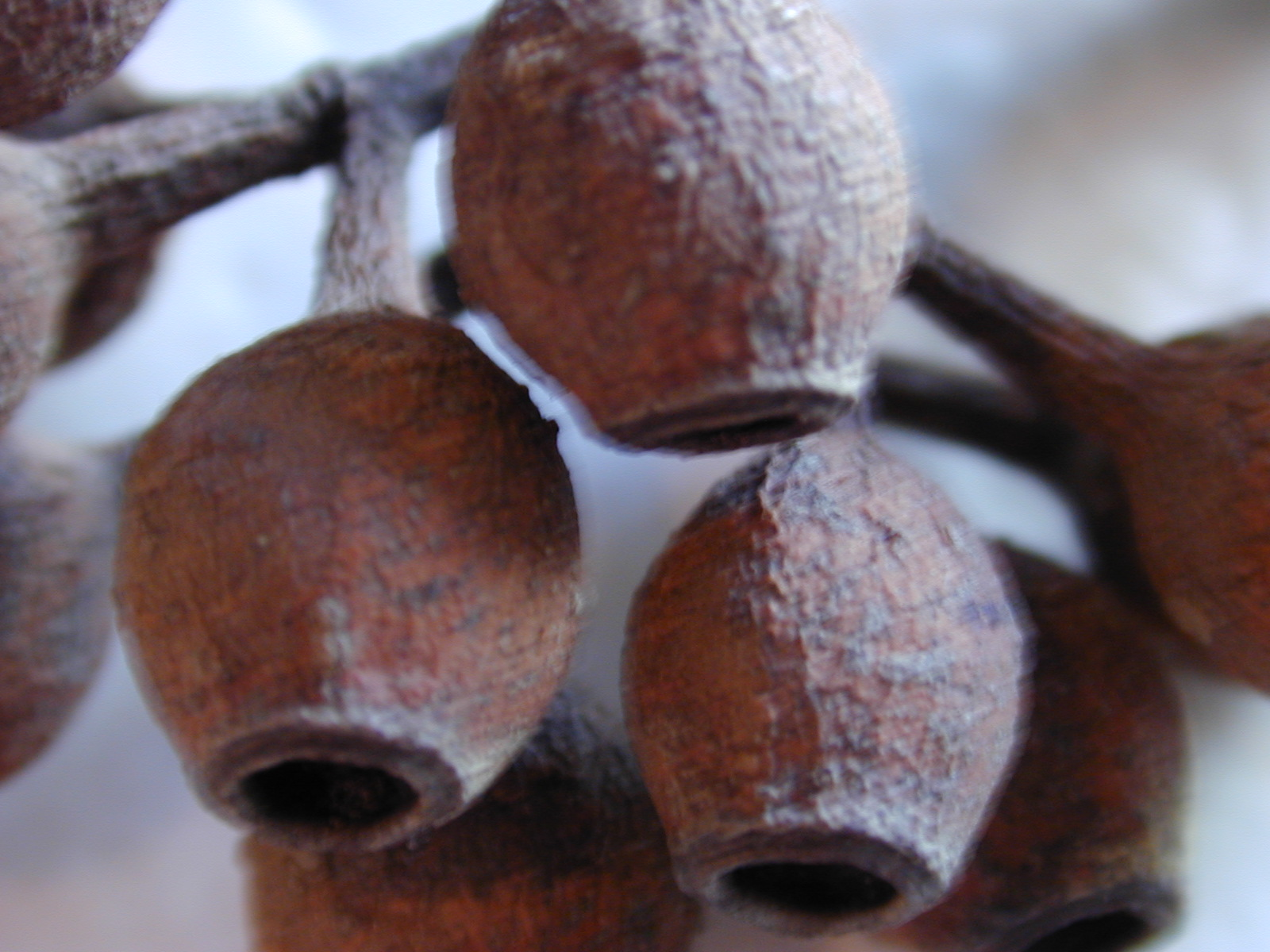
Früchte

Die nicht blaugrün bemehlte oder bereifte, grüne bis cremeweiße Blütenknospe ist bei einer Länge von 6 bis 10 Millimetern und einem Durchmesser von 5 bis 7 Millimetern verkehrt-eiförmig bis birnenförmig oder auch eiförmig. Die Kelchblätter bilden eine Calyptra, die früh abfällt oder bis zur Anthese vorhanden bleibt. Die glatte Calyptra ist halbkugelig und so breit wie der glatte Blütenbecher (Hypanthium). Die Blüten sind weiß oder cremefarben.

### Frucht und Samen
Der Fruchtstiel ist 1 bis 7 Millimeter lang. Die Frucht ist bei einer Länge von 8 bis 15 Millimetern und einem Durchmesser von 7 bis 12 Millimetern ei- bis urnenförmig und dreifächerig. Der Diskus ist eingedrückt, die Fruchtfächer sind eingeschlossen.
Der regelmäßige und abgeflachte, bei einer Länge von 2,3 bis 5 Millimetern kniescheiben- oder eiförmige Samen besitzt eine netzartige, matte bis seidenmatte, rote oder rotbraune Samenschale. Das Hilum befindet sich am oberen Ende des Samens.

### Chromosomenzahl
Die Chromosomenzahl beträgt 2n = 22 oder 44.

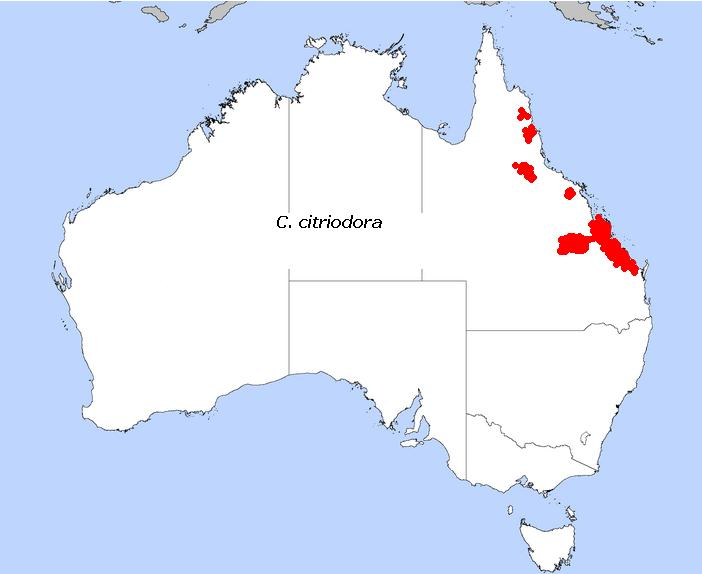
Hauptverbreitungsgebiet

## Vorkommen
Das Hauptverbreitungsgebiet des Zitroneneukalyptus ist die Ostküste Australiens, vom nordöstlichen New South Wales nördlich von Coffs Harbour bis zum nördlichen Queensland nördlich von Cooktown sowie die westlich anschließende Great Dividing Range. Auch an der Küste des südlichen New South Wales um und südlich von Sydney sowie im nördlichen Victoria und um Adelaide in South Australia findet man vereinzelt Corymbia citriodora.
Der Zitroneneukalyptus gedeiht in Hartlaubwäldern und lichten Wäldern auf leichteren, lehmigen Böden in hügligem Gelände.

## Taxonomie
Die Erstveröffentlichung erfolgte 1848 durch William Jackson Hooker unter dem Namen (Basionym) Eucalyptus citriodora Hook. in Journal of an Expedition into the Interior of Tropical Australia, S. 235. Die Neukombination zu Corymbia citriodora (Hook.) K.D.Hill & L.A.S.Johnson erfolgte 1995 durch Kenneth D. Hill und Lawrence Alexander Sidney Johnson unter dem Titel Systematic studies in the eucalypts, 7. A revision of the bloodwoods, genus Corymbia (Myrtaceae) in Telopea, Volume 6, Issue 2-3, S. 388. Das Artepitheton citriodora setzt sich aus den lateinischen Wörtern citrus für Zitrone und odor für Geruch zusammen und weist auf den Geruch zerriebener Laubblätter hin. Weitere Synonyme für Corymbia citriodora (Hook.) K.D.Hill & L.A.S.Johnson sind Eucalyptus melissiodora Lindl., Eucalyptus maculata  var. citriodora (Hook.) F.M.Bailey, Eucalyptus maculata var. citriodora F.M.Bailey nom. illeg., Eucalyptus maculata var. citriodora Kinney nom. illeg., Eucalyptus variegata F.Muell., Corymbia variegata (F.Muell.) K.D.Hill & L.A.S.Johnson, Corymbia citriodora (Hook.) K.D.Hill & L.A.S.Johnson subsp. citriodora und Corymbia citriodora subsp. variegata (F.Muell.) A.R.Bean & M.W.McDonald.

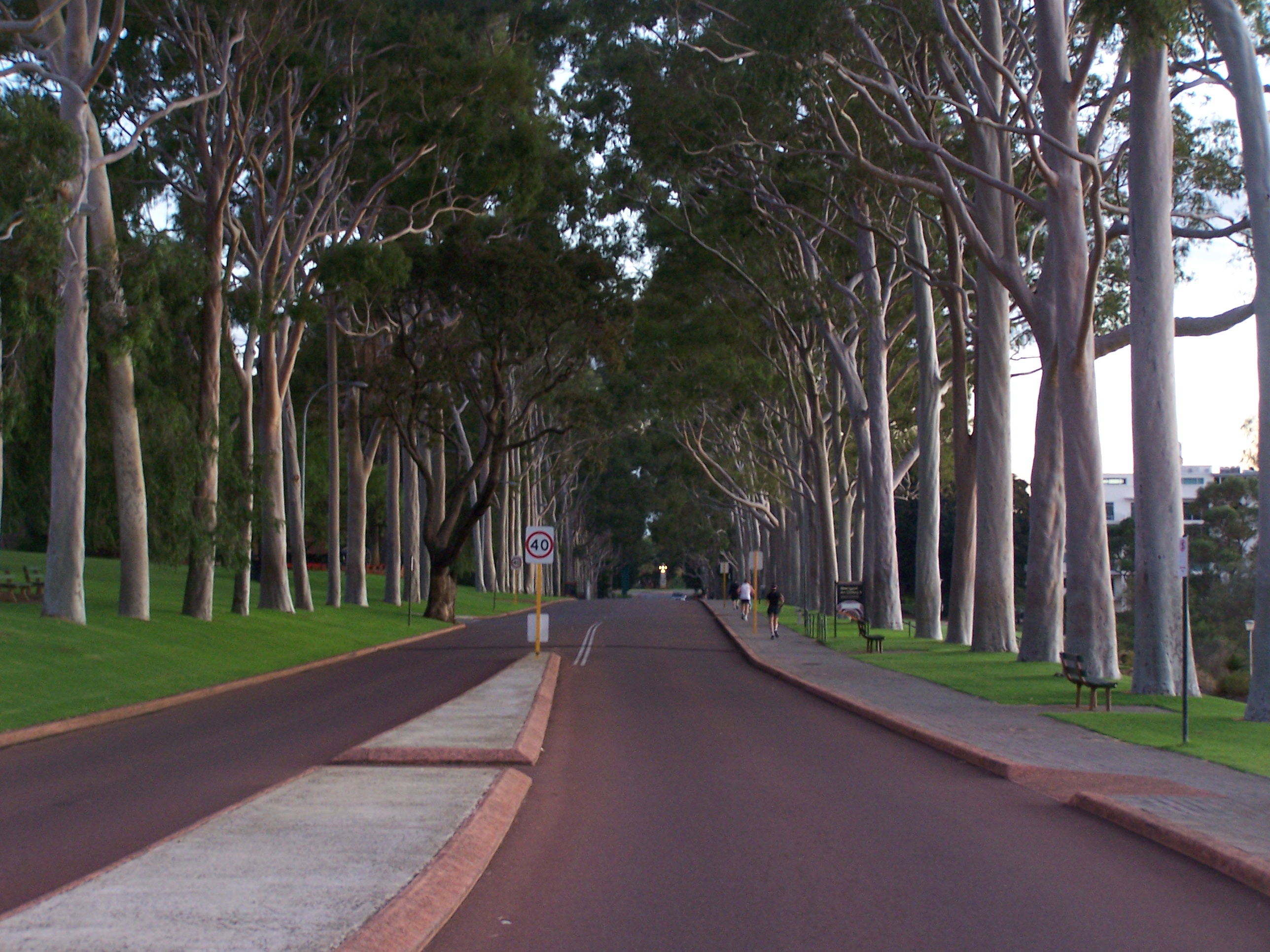
Allee mit Zitroneneukalyptus

## Nutzung

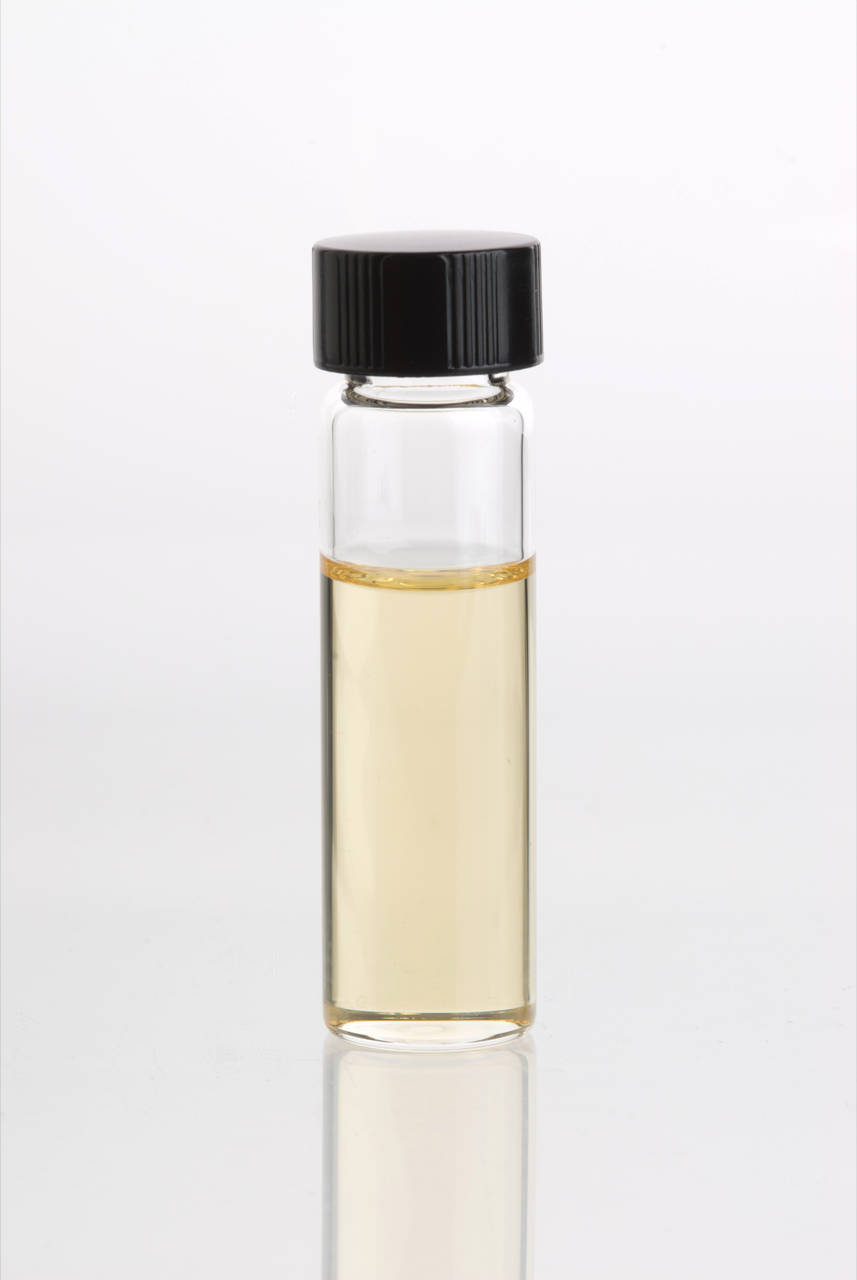
Ätherisches Öl des Zitroneneukalyptus

Der Zitroneneukalyptus spielt eine wichtige Rolle in der Forstwirtschaft sowie in der Honigherstellung. Er wird als Zierpflanze nicht nur in Australien verwendet. Es gibt Sorten.
Das Kernholz ist hellbraun bis dunkel rotbraun und besitzt ein spezifisches Gewicht von etwa 1010 kg/m³. Wie auch das Holz von Corymbia henryi und Corymbia maculata wird es als Bau- und Möbelholz eingesetzt und dient beispielsweise im Bootsbau und zur Herstellung von Werkzeuggriffen, Eisenbahnschwellen und Fußböden.
Das ätherische Öl des Zitroneneukalyptus besteht hauptsächlich (zu 80 %) aus Citronellal und wird hauptsächlich in Brasilien und China hergestellt.